# Filippo Marchetti

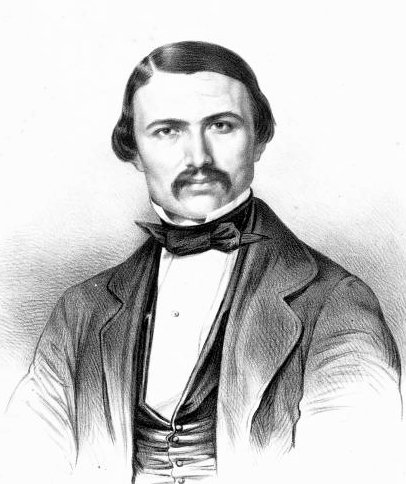
Filippo Marchetti

Filippo Marchetti (Bolognola, 26 febbraio 1831 – Roma, 18 gennaio 1902) è stato un compositore italiano.

## Biografia
Compose opere teatrali, fra le quali la più nota è Ruy Blas, tratta dal dramma di Victor Hugo, e rappresentata per la prima volta nel 1869. Fu inoltre discretamente famosa Romeo e Giulietta, rappresentata nel 1865, la cui fama fu in seguito oscurata da quella dell'opera omonima di Charles Gounod. Le sue due opere furono debuttate dal tenore marchigiano Mario Tiberini: Romeo e Giulietta al Teatro Grande poi Teatro Verdi (Trieste) il 25 ottobre 1865 con Angelina Ortolani e Leone Giraldoni, Ruy Blas al Teatro alla Scala di Milano il 3 aprile 1869.
Nel 1875 avviene la première alla Scala di Gustavo Wasa di sua composizione e il libretto di Carlo d'Ormeville, con Ormondo Maini e Luigi Bolis.
Nel 1880 collabora ancora una volta con Carlo d'Ormeville, nell'opera Don Giovanni d'Austria (opera).
Fu direttore del Conservatorio di Santa Cecilia; a lui successe Stanislao Falchi. Fu inoltre presidente della giuria del concorso Sonzogno che nel 1890 premiò e fece eseguire Cavalleria rusticana di Pietro Mascagni.
Tra i suoi discendenti vi è l'attore comico e presentatore televisivo Giulio Marchetti.

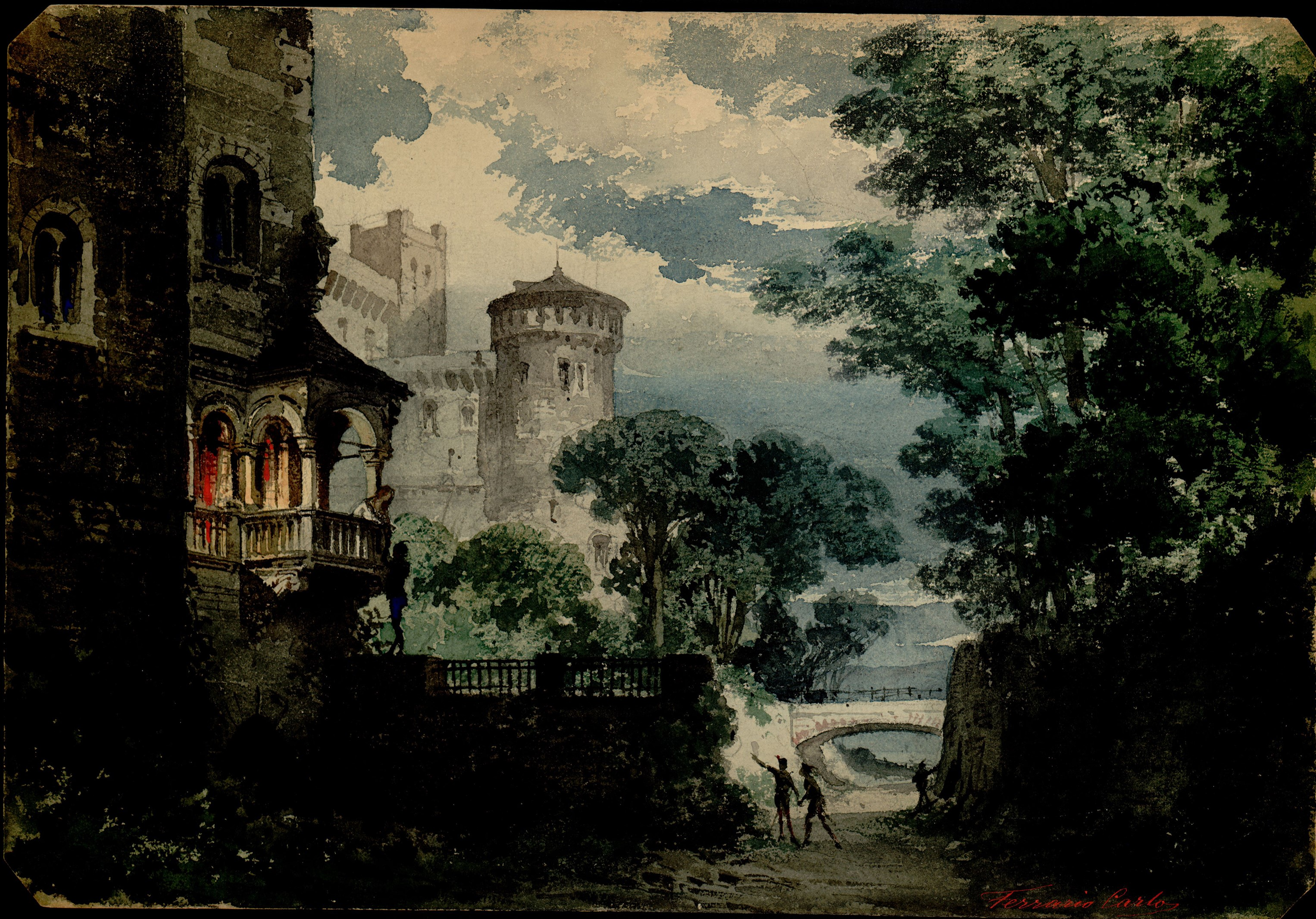
Giulietta al balcone, bozzetto di Carlo Ferrario per Romeo e Giulietta (1865). Archivio Storico Ricordi.
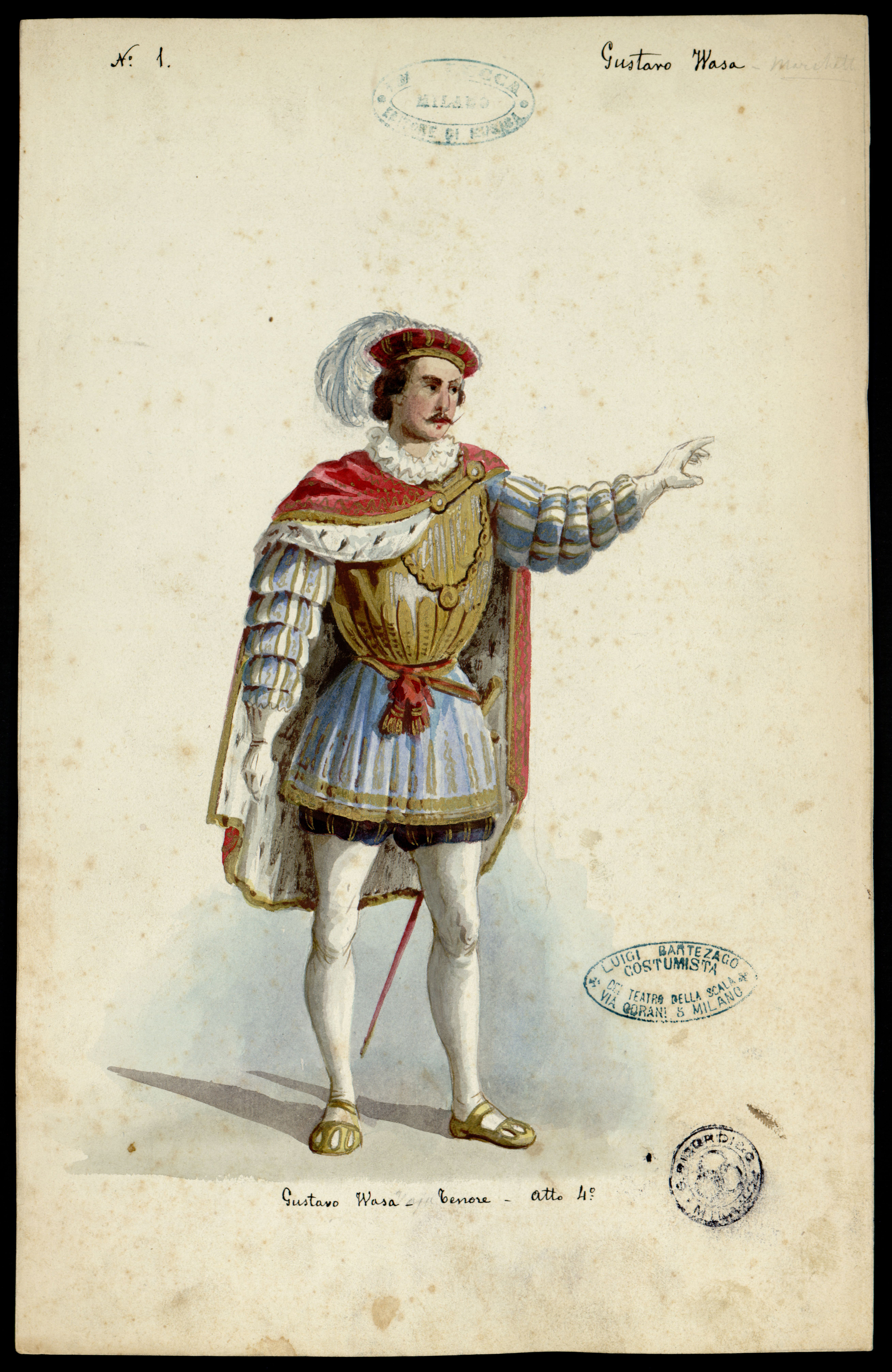
Gustavo Wasa (tenore), figurino di Luigi Bartezago per Gustavo Wasa (1875). Archivio Storico Ricordi.
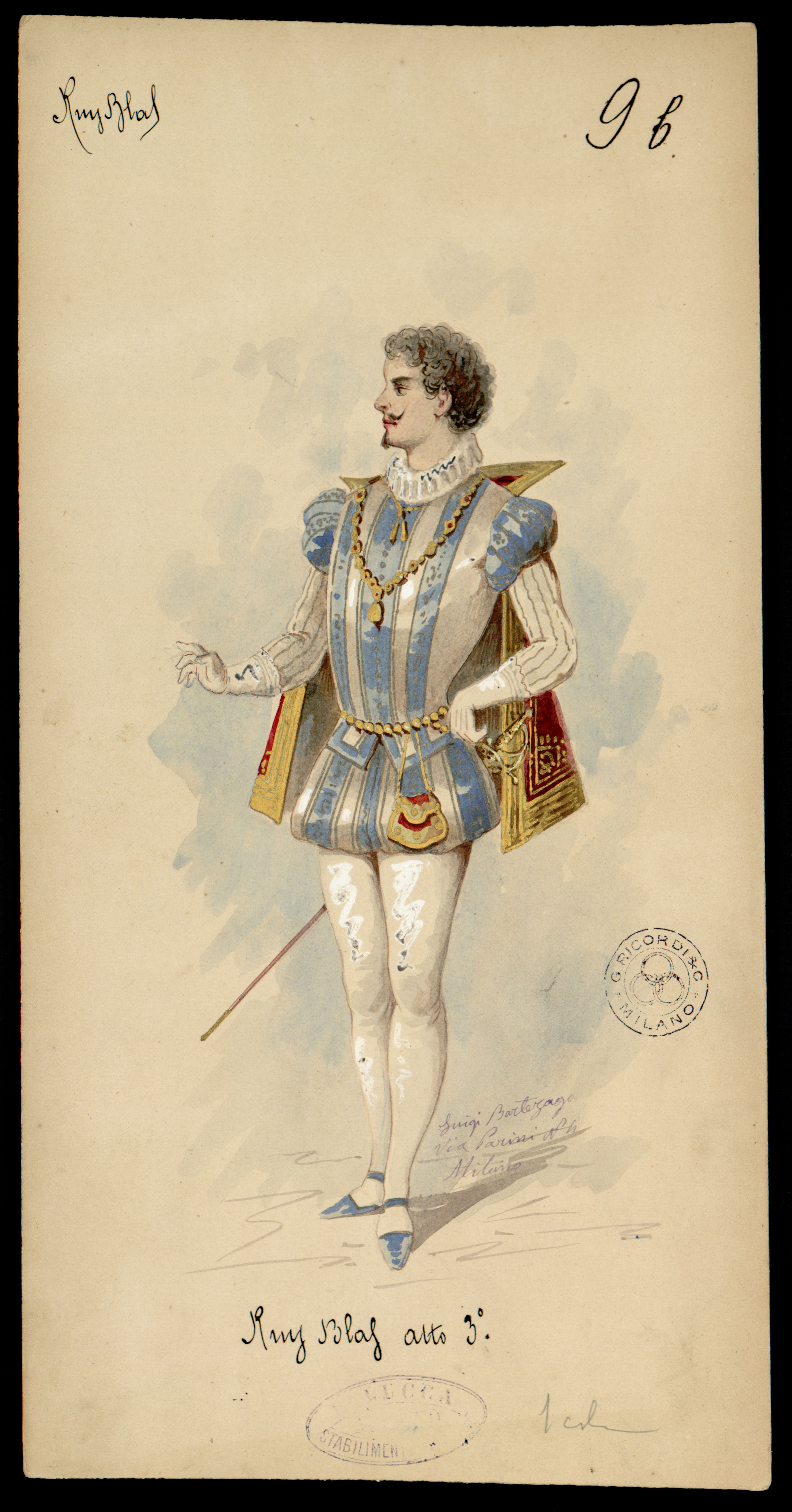
Ruy Blas, figurino per Ruy Blas atto 3 (1872).

## Intitolazioni
Sono a lui dedicati il teatro comunale di Camerino, la sala convegni e la biblioteca comunale di Bolognola. Sempre a Bolognola, nel palazzo municipale A. Maurizi, è allestita una mostra permanente a lui dedicata.